# Schweighouse-sur-Moder

Schweighouse-sur-Moder este o comună în departamentul Bas-Rhin, Franța. În 1 ianuarie 2022 avea o populație de 5.116 de locuitori.